# Inesquecível (álbum de Rayssa & Ravel)
Inesquecível é o sétimo álbum de estúdio da dupla sertaneja Rayssa & Ravel, lançado em 2002 pela gravadora brasileira MK Music.
Com produção musical e arranjos de Jairinho Manhães, foi o primeiro de três discos que a dupla se afasta totalmente do sertanejo e trabalha em um disco de influência pentecostal. A motivação da proposta estava no sucesso que o gênero alcançava na época com artistas produzidas por Jairinho como Cassiane, Lauriete e Elaine de Jesus. Cassiane participa do disco na seleção de repertório e como backing vocal.
O álbum foi um dos maiores sucessos comerciais da carreira dos músicos: anos depois, recebeu a certificação de disco de ouro da então Associação Brasileira de Produtores de Disco (ABPD) por mais de 100 mil cópias vendidas.

## Antecedentes
Depois de lançar três álbuns sertanejos de sucesso com a produção de Melk Carvalhêdo, Rayssa & Ravel assinou com a gravadora MK Music, começou a trabalhar com diferentes produtores e promover experimentações musicais. O álbum Outra Vez, apesar de ter sido um projeto sertanejo, foi produzido por Mito Paschoal, tecladista do Novo Som. Já Melhores Momentos (1999) foi produzido por Ezequiel Matos. Em 2000, ao lançar Só Pra Te Amar, a dupla retornou a trabalhar com Carvalhêdo, mas também incluiu a participação de Emerson Pinheiro como produtor de quatro faixas de sonoridade mais pop, como "Só Pra Te Amar", "Minha Oração" e "Alô". Mas, no álbum, Emerson também produziu uma canção de estética pentecostal - "Unção do Crente", de Elizeu Gomes, que chegou a receber versão em videoclipe.
Na época, a música pentecostal e a figura do produtor Jairinho Manhães estavam em alta, sobretudo pelo sucesso dos álbuns da cantora Cassiane, sua esposa, entre eles Com Muito Louvor, em 1999, que vendeu mais de 700 mil cópias.

## Gravação
O álbum Inesquecível contou com produção musical do tecladista Jairinho Manhães. A cantora Cassiane atuou na seleção de repertório junto à dupla. Por isso, o projeto traz compositores comuns no repertório de Cassiane, como Rozeane Ribeiro, Léa Mendonça e Marquinhos Nascimento. Por outro lado, Rayssa & Ravel manteve outros compositores os quais já tinham gravados canções, como Dênny e a dupla sertaneja Daniel & Samuel. Além disso, Cassiane compôs "Manancial" com a dupla.
Na época de lançamento, em entrevista ao programa Conexão Gospel, a dupla defendeu que o álbum era uma "transformação" artística e Rayssa Peres afirmou que o conceito do álbum se desenvolveu com maior força quando a dupla se apresentou em Boston, nos Estados Unidos, quando os músicos escreveram a música "Inesquecível". Pela primeira vez em muito tempo, a dupla não gravou nenhuma composição de Wanderly Macedo, e justificou a ausência por terem perdido contato com o compositor (Macedo apareceu novamente no álbum seguinte). Sobre os compositores, Peres disse:
Tem músicas do Elizeu [Gomes], que é tão difícil descrevê-lo (risos). Tem a Léa [Mendonça] também, que fez uma música linda pra gente. E a Rozeane Ribeiro, foi tão difícil arrumar o telefone dela. Todo mundo tinha, mas na hora que eu queria, ninguém achava! E eu só consegui o telefone dela lá em Boston (risos), foi engraçado.
Inesquecível, no geral, é um álbum pentecostal, com exceção de "Festa Final", faixa final do álbum, que é um country.

## Lançamento e recepção
| Críticas profissionais | Críticas profissionais |
| Avaliações da crítica  | Avaliações da crítica  |
| Fonte                  | Avaliação              |
| ---------------------- | ---------------------- |
| Super Gospel           | [ 4 ]                  |

Inesquecível foi lançado em 2002 pela gravadora carioca MK Music e foi um sucesso comercial. Por mais de 100 mil cópias vendidas, a dupla recebeu disco de ouro da Associação Brasileira de Produtores de Disco em 2008.
Em análise retrospectiva da discografia da dupla em 2017, o álbum recebeu uma crítica negativa do Super Gospel com cotação de 2,5 de 5, com a justificativa de que "o grande problema de Inesquecível é que o registro definitivamente não soa como um álbum de Rayssa & Ravel e seria considerado bom se tivesse sido gravado por Cassiane".
Duas canções do álbum receberam videoclipes: "Quando Ele Decide" e "Deus de Milagres".[carece de fontes?]
Rayssa & Ravel continuou trabalhando com músicas pentecostais no trabalho sucessor, Além do Nosso Olhar, que foi um sucesso comercial ainda mais imediato que Inesquecível.

## Faixas
A seguir lista-se as faixas, compositores e durações de cada canção de Inesquecível, segundo o encarte do disco.
| N.º            | Título                    | Compositor(es)        | Duração |  |
| 1.             | "Quando Ele Decide"       | Elizeu Gomes          | 3:32    |  |
| 2.             | "Que Maravilha"           | Marquinhos Nascimento | 2:52    |  |
| 3.             | "Apenas Ore"              | Daniel & Samuel       | 4:42    |  |
| 4.             | "Deus de Milagres"        | Rozeane Ribeiro       | 4:44    |  |
| 5.             | "Manancial"               | Rayssa Ravel Cassiane | 4:04    |  |
| 6.             | "Pode Pedir"              | Dênny                 | 3:28    |  |
| 7.             | "Asas das Circunstâncias" | Léa Mendonça          | 3:48    |  |
| 8.             | "Inesquecível"            | Rayssa Ravel          | 4:05    |  |
| 9.             | "Que Deus É Esse"         | Rayssa                | 3:18    |  |
| 10.            | "Só Deus é o Senhor"      | Waldson Cláudio       | 4:03    |  |
| 11.            | "Olha pra Jesus"          | Rayssa                | 3:42    |  |
| 12.            | "Festa Feliz"             | Daniel & Samuel       | 2:52    |  |
| Duração total: | Duração total:            | Duração total:        | 45:16   |  |

## Ficha técnica
A seguir estão listados os músicos e técnicos envolvidos na produção de Inesquecível:
Rayssa & Ravel
- Rayssa – vocais
- Ravel – vocais

Músicos convidados
- Jairinho Manhães – produção musical, arranjos, teclados, flauta
- Rogério Vieira – teclados e piano
- Arthur Marques – guitarra
- Gerê Fontes Jr. – banjo, mixagem, técnico de gravação
- Marcos Natto – baixo
- Sidão Pires – bateria
- Zé Leal – percussão
- Alan Pratti – pedal steel
- Márcio André – trompete e flugel
- Robson Olicar – trombone e vocal de apoio
- Ismael – trompa
- Marcos Bonfim – sax alto e tenor
- Ivan Quintana – violino
- Carmela de Mattos – violino
- Daniel Passuni – violino
- Glauco Fernandes – violino
- Fernando Brú – violoncelo
- Agostinho – acordeon
- Jozyanne – vocal de apoio
- Cassiane – vocal de apoio
- Kátia Santana – vocal de apoio
- Betânia Lima – vocal de apoio
- Marquinhos Menezes – vocal de apoio
- Sulamita Maia – vocal de apoio
- Moser - vocal de apoio

Equipe técnica
- Paulo Fontes – mixagem
- Edinho Cruz – mixagem
- Gerê Fontes Jr. – masterização

Projeto gráfico
- Sérgio Menezes – fotografias
- MK Publicitá – fotografias